# Distrito de Ica
El distrito de Ica es uno de los catorce distritos que forman la provincia de Ica, en el Perú. Limita al norte con el distrito de Subtanjalla y San Juan Bautista, al este con el distrito de Santiago, Pueblo Nuevo, Los Aquijes, Parcona y la Tinguiña, al sur con el distrito de Ocucaje y el océano Pacífico; y al oeste con la provincia de Pisco; y se encuentra bajo la administración del Gobierno regional de Ica.

## Historia
No se tiene ningún reporte sobre Ica en la época precolombina; sin embargo fue parte del territorio de las culturas Nazca y luego la Chincha, luego del Inca Pachacútec quien expande el imperio y conforma el Chinchaysuyo que abarcaba el actual departamento de Ica hasta el valle del río Majes en su época prehispánica. 
Los españoles llegaron recién en 1533, esta región fue entregada a Nicolás de Ribera y Laredo, quien, en 1540 sería el primero en producir el aguardiente del mosto de uva en sus tierras de Tacarará (nombre anterior de Ica), luego la región fue fundada por Jerónimo Luis de Cabrera en 1563, con el nombre Villa de Valverde del Valle de Ica que luego se denominó San Jerónimo de Ica.
El distrito fue creado 4 años después de la independencia del Perú por decreto sin embargo permaneció dentro de la jurisdicción política y administrativa de Lima. Al transcurrir el tiempo adquiere importancia agrícola, y en 1855 el presidente Ramón Castilla consideró que había crecido lo suficiente para separarla, expidiendo el decreto del 25 de junio que creaba la Provincia Litoral de Ica integrada antiguamente por las provincias Pachacacútec, Subtanjalla y los Valles de Pisco, Nazca y Palpa formando una provincia independiente del departamento de Lima. 

## División administrativa
El Crecimiento del distrito de Ica se ha venido desarrollando con el tiempo hoy en día está formado por varias zonas como La Angostura, Urb. Las Casuarinas, Los Molinos, San Joaquín, Urb. El Carmen, Divino Maestro, Urb. Villa del Sol, Urb. Santa Rosa del Palmar,La Palma, Cachiche, Urb. Los Morales, San Isidro, El Carmen, Villa los Educadores, Pueblo Joven y Urb. Las Palmeras.

## Autoridades
El alcalde de Ica actualmente  es el Ing. Carlos Reyes Roque.

## Instituciones
Ica posee instituciones públicas siendo su sede principal en el Distrito de Ica exactamente en el centro donde se encuentran instituciones como la Municipalidad Provincial Ica (centro del Poder Ejecutivo), y la Corte Superior de Justicia de Ica (centro del Poder Judicial). Entre las instituciones religiosas se encuentra el Obispado de Ica quienes son los encargados de las antiguas catedrales y el Santuario del Señor de Luren recinto del patrón de la ciudad.
El distrito también posee dos museos, el Museo Regional de Ica Adolfo Bermúdez Jenkins (Museo Público) y el Museo Científico Javier Cabrera (Museo Privado).
Posee pequeñas instituciones deportivas y por parte de recintos deportivos está el Estadio José Picasso Peratta y el IPD, así como también Polideportivos como Modesto León Piedra y el Coliseo Cerrado De Ica, este último albergó el Campeonato Sudamericano de Vóley 2013.
Por la parte de centros educativos superiores están las universidad San Luis Gonzaga de Ica, Universidad Alas Peruanas y San Juan Bautitsta, también esta la Casa del Libertador Bolívar que actualmente es un Banco, en la zona industrial no posee tantas fábricas porque más se enfoca en la agroexportación.

## Desarrollo Comercial
La inversión comercial en Ica dio la apertura de varios centros comerciales tales como Plaza del Sol, Oechsle, Ripley, Metro, Plaza Vea, Tottus, Maestro, Precio Uno, Megaplaza, etc.

## Educación
El Distrito Ica cuenta con muchas instituciones educativas tales como:
Educación básica:
- I.E. A&S Jorge Chávez Dartnell.
- I.E.P Alas Peruanas
- I.E. Albert Einstein.
- I.E.P. Amistad Peruano Japonés.
- I.E. Antonia Moreno de Cáceres.
- I.E. Carmelita.
- I.E.P. Ciro Alegría.
- I.E.P Cristo Moreno.
- I.E.P. Cristo Niño.
- I.E.P. De la Cruz.
- I.E. El Corazón De Jesús.
- I.E Ezequiel Sánchez Guerrero
- I.E. Geniomatic Rodas.
- I.E. Genaro Huamán Acuache
- I.E.P Innova School Ica
- I.E Judith Aybar de Granados.
- I.E.P. José Carlos Mariátegui.
- I.E. José Matías Manzanilla.
- I.E José Toribio Polo.
- I.E. Juan XXIII.
- I.E. Las Dunas.
- I.E. Margarita Santa Ana De Benavides.
- I.E. María Reiche Newman.
- I.E. Micaela Galindo De Cáceres.
- I.E.P. Niño Jesús.
- I.E. Nuestra Señora de las Mercedes.
- I.E.P. Pamer.
- I.E. Peruano Canadiense.
- I.E.P. Santa Bárbara.
- I.E. Santa Rosa de Lima.
- I.E.P. Santísimo Jesús.
- I.E.P. San José.
- I.E.P. San José María.
- I.E. San Luis Gonzaga.
- I.E.P. Santa Rosa de las Américas.
- I.E. San Vicente de Paúl.
- I.E.P. Señor de Luren.
- I.E. Teodosio Franco García.
- I.E. Virgen Del Carmen.
- I.E.P. Virgen María.
- I.E.P. Ichi Kids Preschool

Educación superior:
- Instituto Alas Peruanas
- Instituto Superior Juan XXIII
- Universidad Privada de Ica (UPICA)
- Universidad Nacional San Luis Gonzaga de Ica (UNICA)
- Universidad Privada San Juan Bautista (SJB)
- Instituto Cultural Peruano Norteamericano
- Instituto Superior Tecnológico "Jhalebet"
- Instituto INEDI
- Universidad Tecnológica del Perú

## Geografía
- Ríos: Ica.
- Lagunas: Huacachina.

## Composición étnica
La composición étnica de Ica se verá en el siguiente gráfico:

## Autoridades

### Municipales
- 2019 - 2022[1]
  - Alcalde: Emma Luisa Mejía Venegas, del Movimiento Regional Obras por la Modernidad.
  - Regidores:

  1. Jorge Luis Quispe Saavedra (Movimiento Regional Obras por la Modernidad)
  2. Álvaro Jesús Huamaní Matta (Movimiento Regional Obras por la Modernidad)
  3. Clyde Maribel Hidalgo Díaz (Movimiento Regional Obras por la Modernidad)
  4. Luis Alberto Zapata Grimaldo (Movimiento Regional Obras por la Modernidad)
  5. Jacinto Roberto Roque Hernández (Movimiento Regional Obras por la Modernidad)
  6. Emma Gabriela Ceccarelli Vilca (Movimiento Regional Obras por la Modernidad)
  7. Emilda Totocayo Ventura de Manchego (Movimiento Regional Obras por la Modernidad)
  8. Raquel Graciela Espinoza Tarque (Movimiento Regional Obras por la Modernidad)
  9. César Augusto Salazar Carpio (Avanza País - Partido de Integración Social)
  10. Carmen Rosa Guiliana Elizabeth Elías Gonzáles (Avanza País - Partido de Integración Social)
  11. Juan de Dios Puza Buleje (Avanza País - Partido de Integración Social)
  12. Rómulo Fernando Triveño García (Unidos por la Región)
  13. Luis Alberto Castro Makabe (Fuerza Popular)

## Festividades
- Semana Santa.
- Señor de Luren.